# Turistická značená trasa 1971
 Turistická značená trasa 1971 je 3 km dlouhá modře značená trasa Klubu českých turistů v okrese Chrudim spojující Rabštejnskou Lhotu s Kočičím hrádkem. Její převažující směr je východní. Celá trasa se nachází na území CHKO Železné hory.

## Průběh trasy
Turistická trasa 1917 začíná v centru Rabštejnské Lhoty v nadmořské výšce 305 metrů na rozcestí se žlutě značenou trasou 7347 z Chrudimi na vrch Dubinec. Okamžitě po opuštění centra obce prochází prostorem přírodní památky Na skalách, dále pokračuje okrajovou zástavbou obce a přechází potok Podhůra na rozcestí Kosova Seč se zeleně značenou turistickou trasou 4442 tvořící trase 1917 o něco delší jižnější variantu. Trasa 1917 poté stoupá východním směrem do svahu vrchu Podhůry na rozcestí u rozhledny Bára, kde vstupuje opět do krátkého souběhu se žlutě značenou trasou 7347. Dále východněji se nachází rozcestí s ukončením zeleně značené trasy 4442. Trasa pokračuje nadále na východ a končí v nadmořské výšce 335 metrů u Kočičího hrádku na rozcestí se zeleně značenou turistickou trasou 4303 ze Slatiňan do Heřmanova Městce.

## Turistické zajímavosti na trase
- Zvonička v Rabštejnské Lhotě
- Přírodní památka Na skalách
- Menhir Strážce brány Železných hor
- Kočičí hrádek

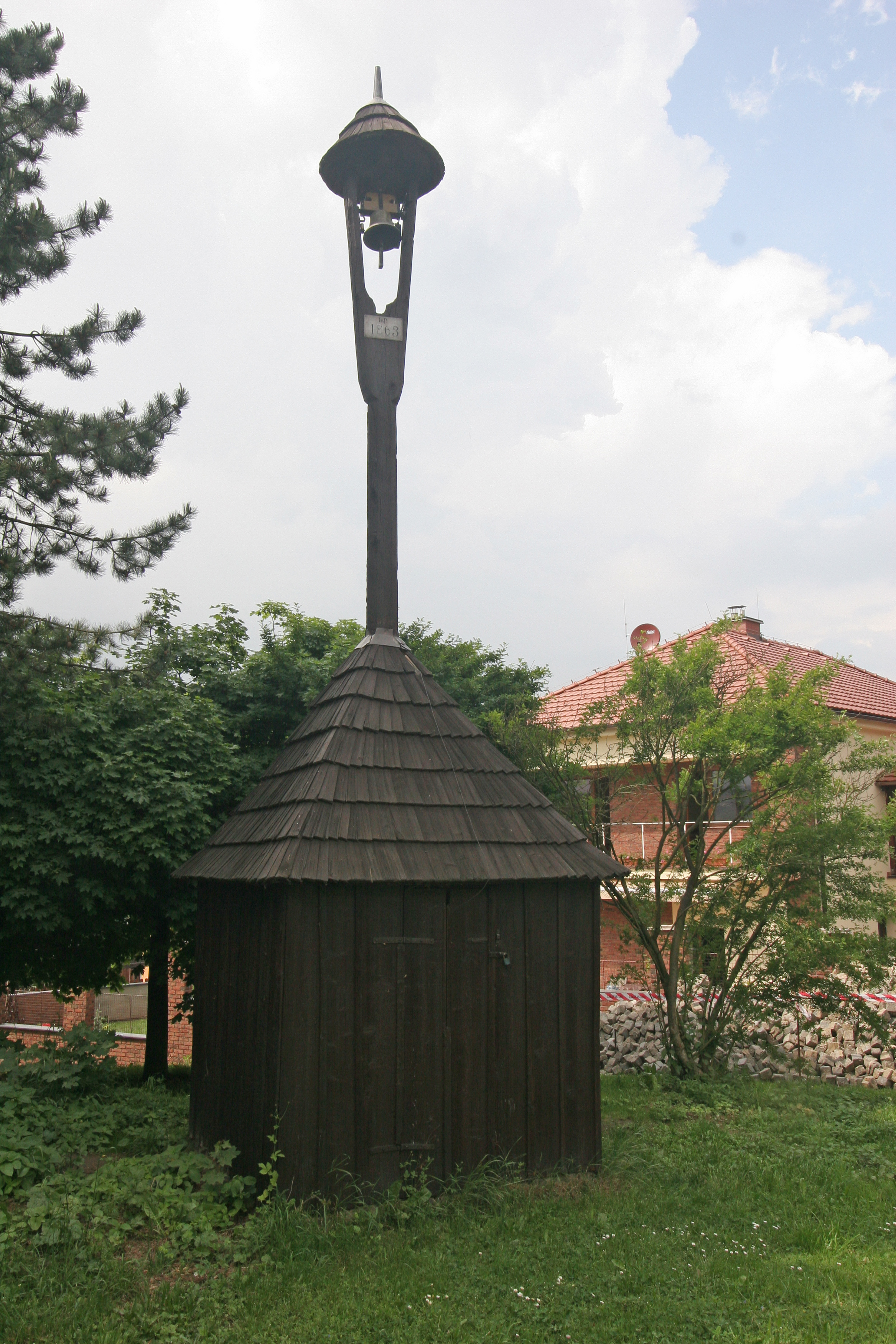
Zvonička v Rabštejnské Lhotě
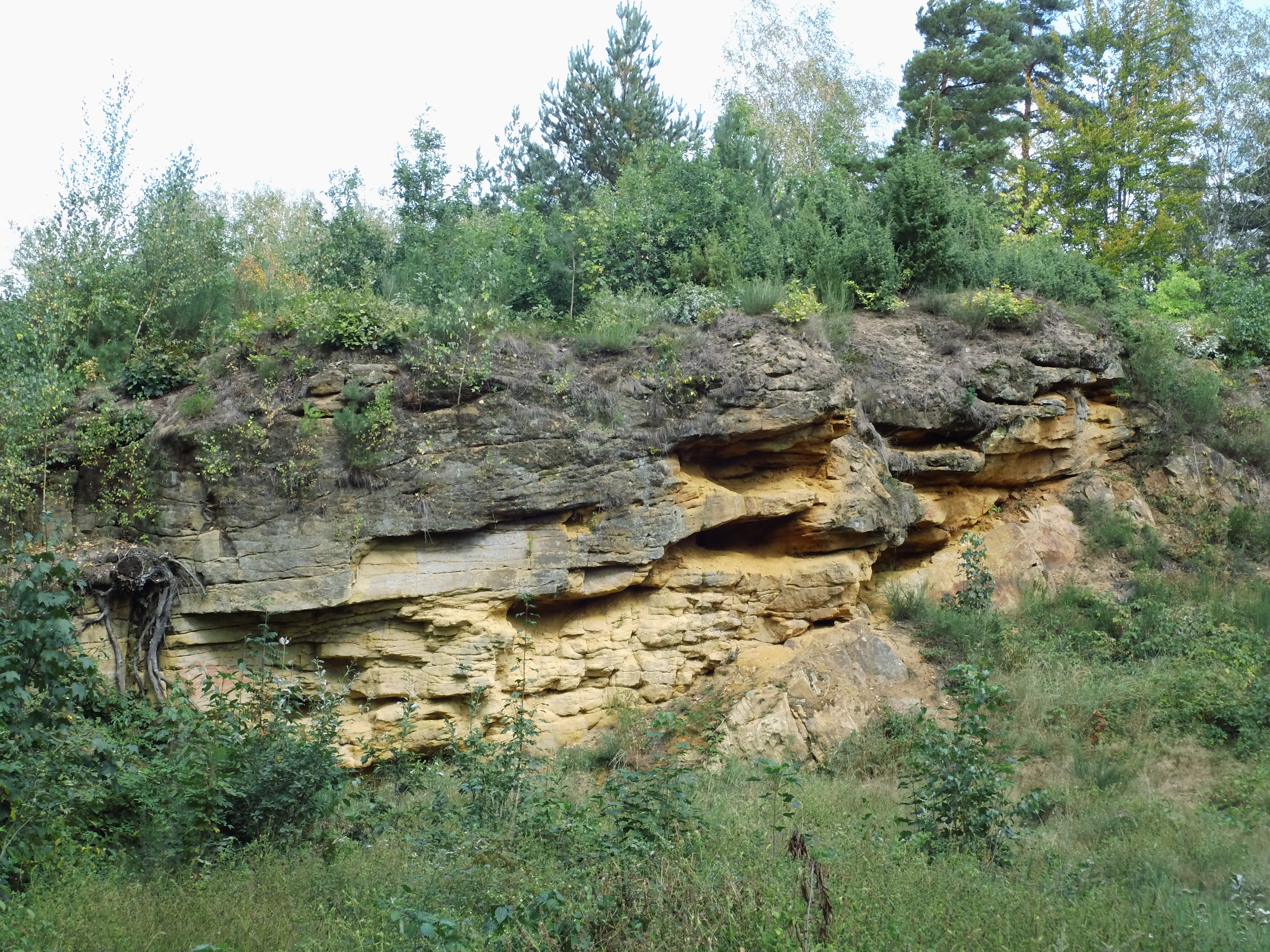
Přírodní památka Na skalách
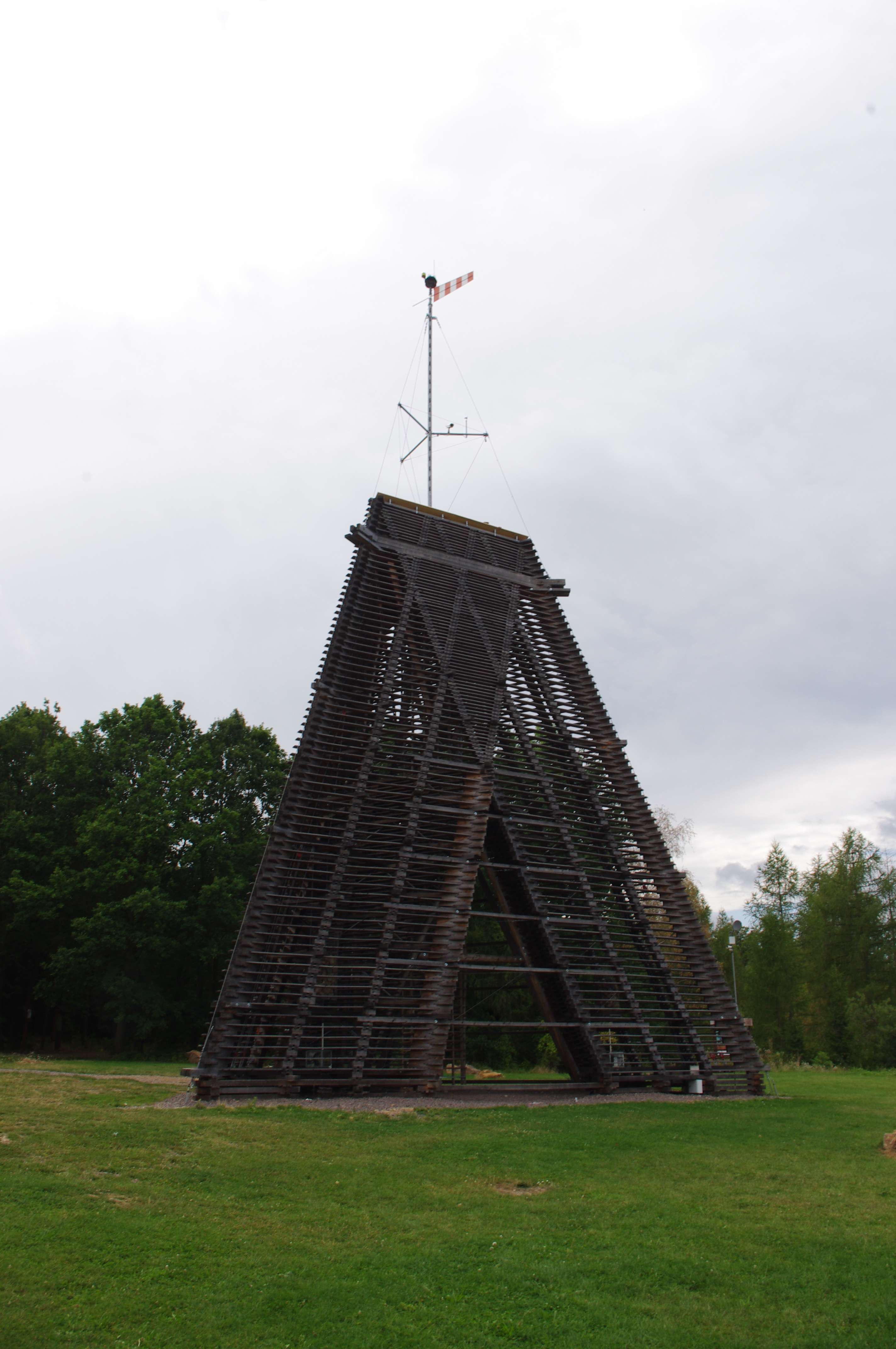
Rozhledna Bára
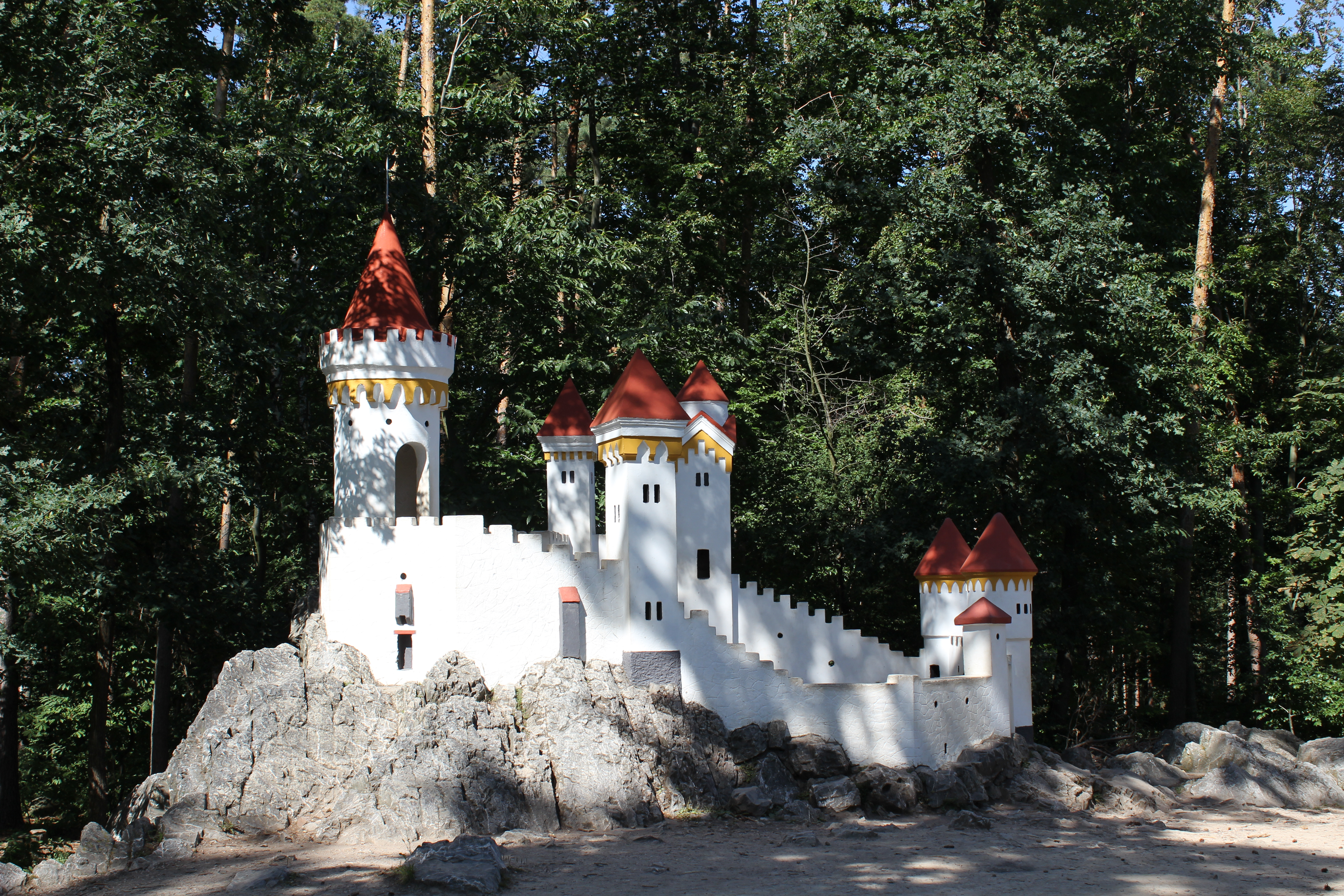
Kočičí hrádek